# Carl Håkansson
Carl Josef Håkanson, född 20 september 1896 i Katarina församling, Stockholm, död 25 oktober 1977 i Härnösand, var en svensk kyrkomusiker och tonsättare.

## Biografi
Håkansson studerade vid Kungliga musikkonservatoriet 1916–1921. Han var organist och kantor i Gävle 1923–1933 och musiklärare i samma stad 1925–1933 samt domkyrkoorganist i Härnösands domkyrka 1933–1962. Han var även musiklärare vid Härnösands folkskoleseminarium 1933–1935 och vid läroverket 1935–1951. Han invaldes som associé nr 217 av Kungliga Musikaliska Akademien den 16 november 1961 och blev ledamot nr 765 den 1 juli 1971. Håkansson är begravd på Härnösands gamla kyrkogård.